# Сендимиркинский могильник
Сендими́ркинский моги́льник (чув. Мӑньял Хапӑс масарӗ) представляет собой археологический памятник, относящийся к древнемордовской культуре и датируемый II–III веками нашей эры. Объект обнаружен в Вурнарском районе Чувашской Республики, в окрестностях сёл Сендимиркино и Буртасы, и расположен на надпойменной террасе реки Средний Цивиль. 
С 2012 года изучено более 80 погребений. Общая площадь раскопок составила около 1,2 тысячи квадратных метров. Обнаружены мужские, женские и детские погребения. Вместе с людьми были захоронены и горшки, предположительно наполненные едой. Вещевой комплекс памятника укладывается во вторую стадию развития культуры могильников населения I–XIV вв. западной части Среднего Поволжья и может быть датирован более точно – концом II – первой половиной III в. В нем найдены бронзовые головные и нагрудные бляхи с рельефными концентрическими валиками по корпусу, бронзовые круглодротовые браслеты с расплющенными в виде лопастей заходящими друг за друга концами, бусы, а также другие украшения - уздечные наборы, застежки, пряжки. Мужские находки представляли из себя вооружения: мечи, кинжалы, копья, метательные дротики, стрелы в колчанах, топоры, что говорит о захоронении воинов. Предметы из нарушенных многочисленными ямами погребений (браслеты, лопастевидные подвески, налобные венчики) наиболее близки  к ранним мордовским могильникам в Пензенской области (типа Селиксенского, Ражкинского, Алферьевского, Шемышейского и др.). Наибольшую близость Сендимиркинский могильник обнаруживает с материалами погребения на р. Свинуха, изученными пензенскими краеведами в 1940-е гг., в материалах которого представлены предметы головного убора, состоящего из аналогичных кожаных ремешков, обжатых обоймицами и  привешанных к нему лопастевидных подвесок.